# Bible des États

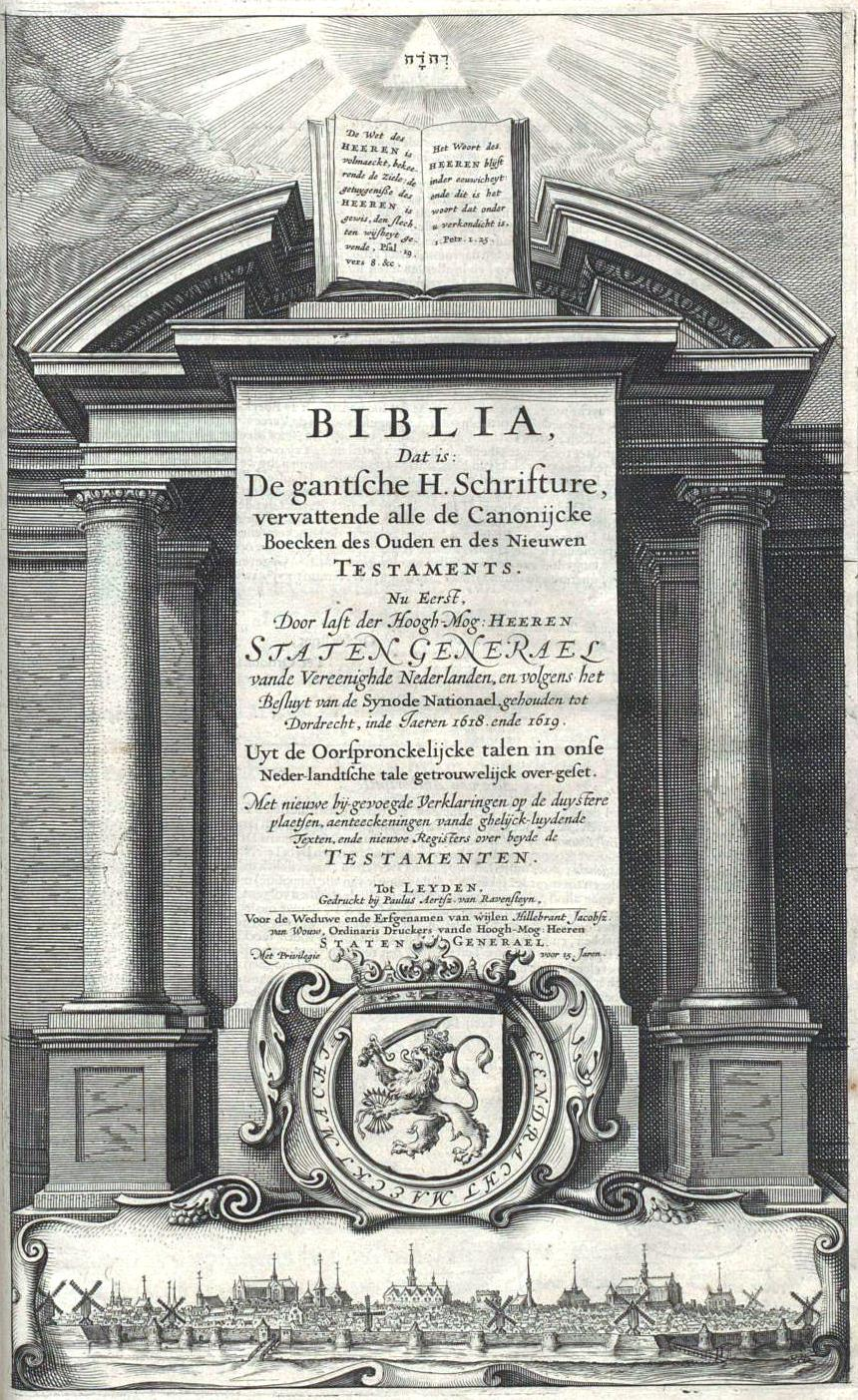
Page de titre de la Bible des États de 1637.

La Bible des États ou Bible des États généraux (en néerlandais Statenbijbel, ou Statenvertaling littéralement « traduction des États ») est la première traduction de la Bible officielle de l’Église réformée en néerlandais produite à partir des textes en hébreu, araméen et grec. 
Elle est précédée des traductions néerlandaises comme la Bible de Delft (en) de 1477, la Bible de Liesveldt (nl) de 1526, la Bible de Biestkens (nl) de 1560 et la Bible de Deux-Aes (nl) de 1562 - celles-ci sont des traductions de traductions - et la Bible de Louvain de 1548 (nl) de l’Église catholique romaine. Elle est commanditée par le Synode de Dordrecht en 1618 et sera payée par les États généraux des Pays-Bas. Par sa diffusion, elle joue un rôle normatif pour l’orthographe et la grammaire du néerlandais au XVIIe siècle.
Ce n'est qu'en 1626 que les états généraux s'accordent avec la demande du synode. La Bible fut traduite à Leyde. En 1635, la traduction était finie, et en 1637, elle fut autorisée. C'est le 17 septembre 1637 que le premier exemplaire est imprimé et offert aux États-généraux lors d'une cérémonie. La ville de Leyde paya 2 500 florin pour obtenir le droit d'impression. Un demi-million d'exemplaires sont tirés entre 1637 et 1657. La Bible de États est encore important dans certaines églises protestantes.
À côté de l'aspect religieux, la Bible des États est aussi fondamentale en ce qui concerne la politique et la linguistique. La langue utilisée dans celle-ci constitue la base du Standaardnederlands (néerlandais standard) qui s'est développé au XVIIe siècle.
Le nouveau Testament de cette traduction est tirée du textus receptus, texte grec publié par Érasme à l'aide des manuscrits comprenant les textes byzantins. L'Ancien Testament est une traduction des textes Massorètes.  

## Histoire de la traduction

### Contexte historique
La trêve de douze ans met en pause les combats de la guerre de Quatre-Vingts Ans. Pendant ce temps, des débats religieux émergent au sein du protestantisme néerlandais, entre les remontrants et les contre-remontrants. Les États-généraux décident alors de convoquer le synode de Dordrecht (du 19 novembre au 27 novembre 1618). Émerge également le besoin d'une nouvelle traduction de la Bible, jusque-là les protestants utilisaient majoritairement la traduction Deux-aes, basée sur celle de Martin Luther, mais qui pouvait contenir des erreurs.
Trois questions y sont posées concernant la traduction de la Bible :
- La première question discute de la nécessite de la traduction ; on y répond positivement.
- La deuxième question est en relation avec la fidélité de la traduction au texte d'origine mais aussi avec la rapidité de la traduction. Le Synode conçoit la manière dont va se passer la traduction.
- Enfin, le Synode décide qui traduira la Bible et aussi que la traduction devra être corrigée.

### Lignes directrices de la traduction
Par rapport aux traductions précédentes, qui étaient réalisées à partir d'autres traductions, la Bible des États part du texte en hébreu pour l'Ancien Testament, et du texte en grec pour le Nouveau Testament.
Le Synode a longuement discuté les règles de la traduction. Le 20 novembre 1618, il a décrété que les traducteurs devaient respecter les quatre points suivants :
1. Qu'ils restent toujours près du texte d'origine, qu'ils préservent la manière de parler des langues d'origine dans la mesure où la clarté et les caractéristiques de la langue Néerlandaise l'autorise. Mais s'il advient qu'une locution grecque ou hébraïque apparaisse et qu'elle ne peut concorder avec la structure grammaticale néerlandaise, ils doivent alors l'écrire et la signaler diligemment dans la marge.
2. Qu'ils ajoutent le moins de mots possible pour contribuer au sens du texte. Si cela arrive, qu'ils les écrivent dans une autre police et qu'ils les mettent entre parenthèses afin qu'on puisse les distinguer de autres.
3. Qu'ils ajoutent à chaque livres et chapitre un résumé clair et concis et qu'ils écrivent sur le côté les passages correspondant de la Sainte Écriture.
4. Qu'ils ajoutent quelques explications courtes avec lesquelles ils expliquent la raison pour laquelle ils auraient transformé un mot ou une partie de phrase trop inintelligible. (Acta, Dordtse Synode, Achtste zitting, d.d. 20 november 1618)

### Traduction du nom de Dieu
Dans la Bible Hébraïque le nom de Dieu est écrit יהוה (YHWH), dont la prononciation a été perdue. Pendant le douzième siège du Synode, il est décidé que le nom de Dieu dans l'Ancien Testament serait traduit par HEERE (Seigneur, en néerlandais). Dans la marge du chapitre deux verset quatre de la Genèse, il est mentionné: "Après l'accomplissement de la création, le nom de Iehova est d'abord donné à Dieu signifiant l'autonome, essence de lui-même, de qui toute l'éternité est et la source ou la cause de toute chose qui est. C'est aussi pourquoi ce mot apparaît seul. Retenez ceci pour toujours: là où vous voyez écrit le mot HEERE (seigneur) en majuscule, cela signifie qu'en Hébreux il est écrit 'IEHOVA' ou écrit de manière plus courte 'IAH'". Plus loin, on se demanda s'il fallait utiliser le pronom personnel 'gij' ou le pronom personnel 'du' (à traduire dans les deux cas par 'tu'). Les deux pronom variaient en effet de région en région (dans certains dialectes le mot 'gij' était pluriel ce qui ne concorde pas avec l'idée d'un seul dieu). Après un débat, les traducteurs votèrent pour savoir quel pronom utiliser. On opta donc pour appeler Dieu par le pronom 'gij' . Cela a eu une conséquence fondamentale pour la langue néerlandaise: le 'du' disparut, 'gij' devint plus tard 'jij' ('tu') et 'gij lieden' ('vous' au pluriel) devint 'jullie'.

### Traducteurs
Le synode décide de nommer six traducteurs, qui en plus d'une connaissance appronfondie des langues anciennes devaient être d'une piété reconnue. Johannes Bogerman, Willem Baudartius et Gerson Bucerus devinrent les traducteurs de l'Ancien Testament. Ils devaient écrire des commentaires à côté de la traduction où  ils expliquaient pourquoi ils avaient choisi une telle ou telle traduction. Jakobus Rolandus, Festus Hommius et Antonius Walaeus traduisent le Nouveau Testament et les apocryphes. Deux plus, deux réviseurs sont nommés pour chaque province, et chargés de corriger les traductions. Le travail de traduction ne commence cependant que huit ans après les décisions du synode, et a lieu à Leyde.

## Importance linguistique

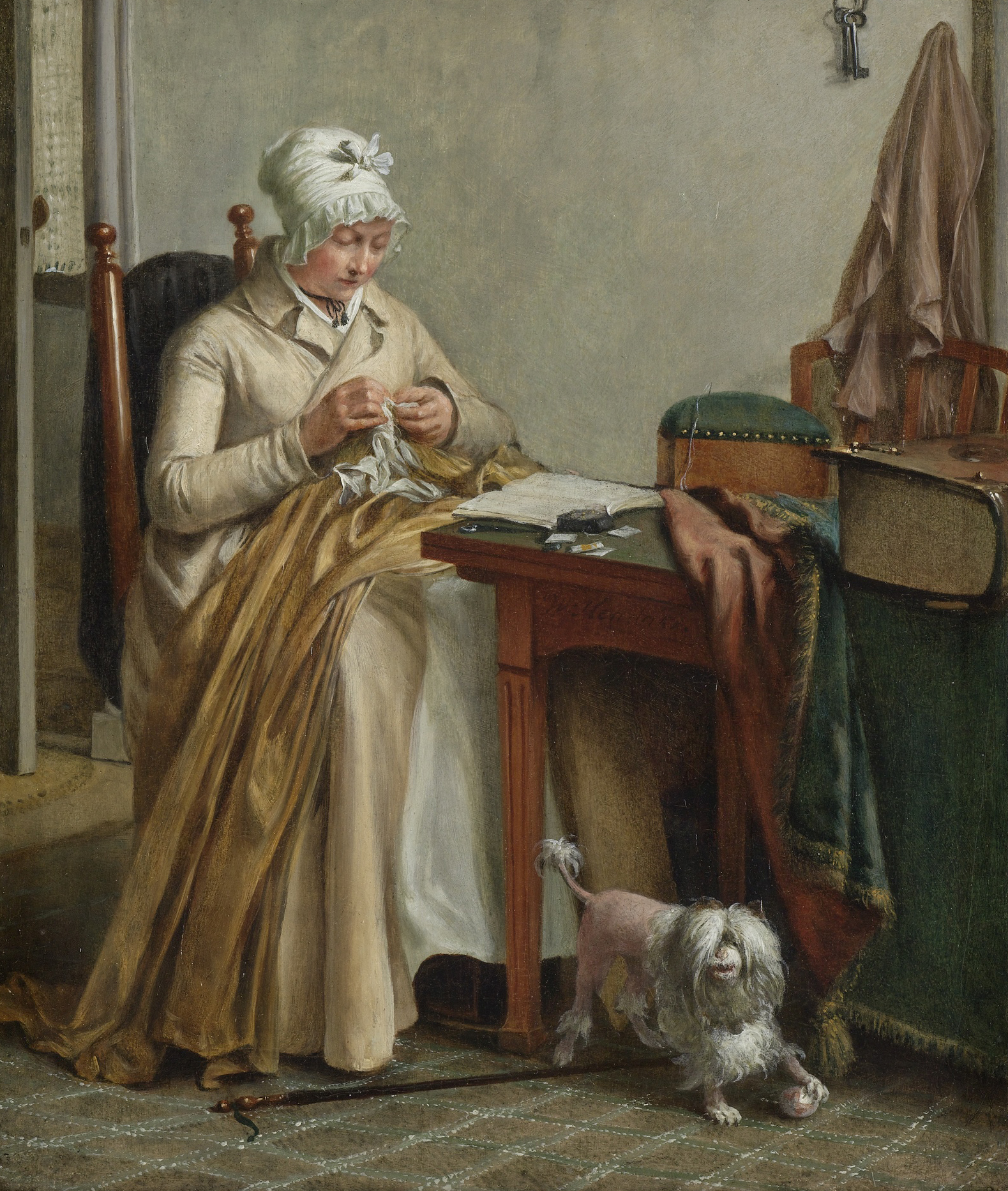
Peinture d'intérieur : une femme coud avec une Bible des États sur sa table.

La Bible des États est terminée en 1635, et approuvée par les États-Généraux en 1637. Elle est diffusée à environ 500 000 exemplaires en 20 ans, et est le seul livre présent dans de nombreux foyers des Pays-Bas au XVIIe siècle. La Bible des États, lue aussi bien dans les églises que dans les maisons, a eu une influence capitale sur la standardisation du néerlandais, surtout en ce qui concerne le choix des mots (cf. 'gij' et 'du'), l'assimilation d'expressions et locutions et l'emploi de cas typiques comme le génitif. Des éléments grammaticaux d'autres langues régionales comme le bas saxon furent repris dans la traduction. La traduction de la Bible fit en sorte que l'orthographe devint commune afin que le moyen néerlandais devînt une seule langue. La Bible des États est considérée comme le début du néerlandais moderne, même si cette affirmation doit être nuancée : c'est surtout au niveau des emprunts de l'allemand, et des expressions et tounures de phrases que l'influence est la plus marquée. La plupart des apports orthographiques ne sont pas restés, et le texte, d'un style déjà vieilli lors de sa parution, est resté figé jusqu'à la République batave en 1796, s'éloignant de plus en plus de l'usage courant. Par ailleurs, des ouvrages de normalisation de la langue néerlandaise étaient déjà parus au moment de la publication de la Bible des États,.

## Postérité

Le coffre concernant les documents originaux de la traduction.

Les textes originaux et les documents ayant servi à la traduction sont ensuite conservés dans un coffre à l'Hôtel de ville de Leyde. De 1641 à 1800, ils sont visités tous les trois ans par des autorités religieuses et des représentants des États-généraux. De nos jours, ceux-ci se trouvent au musée du couvent Sainte-Catherine.
La Bible des États fait partie du Canon historique des Pays-Bas.